# Талорк I
Талорк I — король пиктов.

## Биография
Талорк I родился в V веке, а умер в V или VI веке. Согласно «Хронике пиктов», он был сыном Аниэля и братом Нехтона I. Правил два или четыре года между Дрестом I и Нехтоном I.